# Station Czekanów Wieś
Station Czekanów Wieś is een spoorwegstation in de Poolse plaats Czekanów.